# Dan Weisskopf
Dan Weisskopf (* 21. November 1989 in Biel) ist ein Schweizer Eishockeyspieler, der seit 2022 beim EHC Visp unter Vertrag steht.

## Karriere
Dan Weisskopf begann seine Karriere als Eishockeyspieler im Nachwuchsbereich des EHC Biel, bei dem er alle Juniorenmannschaften durchlief. Für dessen Profimannschaft gab er in der Saison 2007/08 sein Debüt in der National League B, wobei er in insgesamt 26 Spielen zwei Strafminuten erhielt und punktlos blieb. Parallel nahm er für den EHC Zuchwil Regio am Spielbetrieb der drittklassigen 1. Liga teil, für den er in 31 Spielen sechs Scorerpunkte erzielte. Der Verteidiger wurde auf Anhieb mit Biel Zweitliga-Meister und stieg mit der Mannschaft in die National League A auf. Dennoch verliess er den Club im Sommer 2008 und schloss sich dem Lausanne HC an, mit dem er in der Saison 2008/09 ebenfalls NLB-Meister wurde. In den anschliessenden Relegationsspielen unterlag Weisskopf mit seiner neuen Mannschaft seinem Ex-Club aus Biel. In der Saison 2009/10 spielte er ausser für Lausanne auch noch für die Young Sprinters Neuchâtel und die GCK Lions in der NLB sowie Tramelan in der 1. Liga. Ab der Saison 2010/11 spielte Weisskopf für den EHC Basel in der NLB.
Der SC Bern verpflichtete ihn 2013, liess ihn aber weiterhin beim EHC Basel spielen, da er dort mehr Spielpraxis erhielt. Anfang Februar 2014 wechselte er im Rahmen eines Tauschgeschäftes zu den Rapperswil-Jona Lakers, im Gegenzug wechselte Franco Collenberg zum SC Bern.
Nachdem die Lakers nach verlorener Ligaqualifikation gegen die SCL Tigers in die NLB absteigen mussten, wechselte der gebürtige Bieler die Seiten und wechselte ins Emmental, wo er einen Zweijahresvertrag ab Mai 2015 unterzeichnete. Nach dem Vertragsende trainierte er zunächst auf Probe beim EHC Biel (NLA) mit.
In den folgenden Jahren war der Verteidiger Stammspieler bei den SL-Klubs HC La Chaux-de-Fonds, HC Ajoie und EHC Olten, wobei er während dieser Zeit temporär an andere Vereine verliehen wurde. Zur Saison 2022/23 wechselte Weisskopf per Zweijahresvertrag zum EHC Visp.

## Erfolge und Auszeichnungen
- 2008 Meister der NLB und Aufstieg in die NLA mit dem EHC Biel
- 2009 Meister der NLB mit dem Lausanne Hockey Club